# Jean-Baptiste Dortignacq
Jean-Baptiste Dortignacq (Arudy, 25 april 1884 – Peyrehorade, 13 mei 1928) was een Frans wielrenner.

## Biografie
Dortignacq was profwielrenner van 1903 tot 1910. In het peloton had hij de bijnaam “La Gazelle”. Hij behaalde zeven etappezeges in de Ronde van Frankrijk. In de Tour van 1904 werd hij tweede in het (gecorrigeerde) eindklassement en in de Tour van 1905 derde. In 1905 behaalde hij een etappeoverwinning in de Ronde van Italië.

## Belangrijkste overwinningen en ereplaatsen
1904
- 1e in de 5e etappe Ronde van Frankrijk
- 1e in de 6e etappe Ronde van Frankrijk
- 2e in het eindklassement Ronde van Frankrijk.

1905
- 2e in de 1e etappe Ronde van Frankrijk
- 3e in de 4e etappe Ronde van Frankrijk
- 1e in de 6e etappe Ronde van Frankrijk
- 2e in de 8e etappe Ronde van Frankrijk
- 3e in de 9e etappe Ronde van Frankrijk
- 1e in de 10e etappe Ronde van Frankrijk
- 1e in de 11e etappe Ronde van Frankrijk
- 3e in het eindklassement Ronde van Frankrijk.
- 2e in de Bol d’Or

1906
- 3e in de 4e etappe Ronde van Frankrijk
- 1e in de 8e etappe Ronde van Frankrijk
- 3e in de 9e etappe Ronde van Frankrijk

1908
- 1e in de 6e etappe Ronde van Frankrijk
- 2e in de Bol d’Or

1909
- 1e in Parijs-La Mer-Parijs
- 1e in Bordeaux-Toulouse
- 1e in de 1e etappe GP Wolber
- 3e in het eindklassement GP Wolber

1910
- 1e in de Ronde van Romagna
- 2e in de 1e etappe Ronde van Italië
- 1e in de 2e etappe Ronde van Italië
- 3e in de 4e etappe Ronde van Italië

## Resultaten in voornaamste wedstrijden
| Jaar | Ronde van Italië | Ronde van Frankrijk | Ronde van Spanje |
| ---- | ---------------- | ------------------- | ---------------- |
| 1903 |                  | opgave              |                  |
| 1904 |                  | ↑ (2)               |                  |
| 1905 |                  | ↑ (3)               |                  |
| 1906 |                  | opgave (1)          |                  |
| 1908 |                  | opgave (1)          |                  |
| 1910 |                  | opgave              |                  |

(*) tussen haakjes aantal individuele etappe-overwinningen
- Bibliothèque nationale de France: cb14888289t (data)
- International Standard Name Identifier: 0000 0004 5648 1640
- Virtual International Authority File: 36144648214347079692